# Всемирный день мужчин
Всемирный день мужчин — праздник, отмечавшийся в первую субботу ноября. Учреждён по инициативе журналиста и писателя Джорджа Киндела в ноябре 2000 года при поддержке магистрата Вены, руководства отделения ООН в Вене и ряда международных организаций. Приглашённый Кинделом М. С. Горбачёв вызвался стать соучредителем и президентом мероприятия, на что организаторы согласились.
Широкого международного внимания праздник не привлёк. На официальном уровне отмечался в Австрии в 2000—2004 годах и в Германии в 2003 году, позднее имел неофициальный статус.
В рамках Всемирного дня мужчин в 2000—2006 годах в Вене проводилось ежегодное вручение «Всемирной мужской премии» выдающимся деятелям политики, науки, бизнеса, культуры, искусства; аналогичная премия для женщин вручалась в 2004—2009 годах в начале марта. С 2010 года, под влиянием идей гендерной нейтральности, вместо двух отдельных премий стала вручаться единая Мировая премия (The World Awards), однако данная идея также не имела успеха и была вскоре прекращена.